# Pseudorhombus dupliciocellatus
Pseudorhombus dupliciocellatus är en fiskart som beskrevs av Regan, 1905. Pseudorhombus dupliciocellatus ingår i släktet Pseudorhombus och familjen Paralichthyidae. Inga underarter finns listade i Catalogue of Life.